# 秦昌典
秦昌典（1937年9月—2014年3月30日），男，湖北武汉人，中华人民共和国政治人物，曾任四川省重庆市人民政府副市长，重庆市人大常委会副主任，后被撤职并开除党籍。